# Історичний млин Сан-Сусі
Історичний млин Сан-Сусі́ (нім. Historische Mühle von Sanssouci) — пам'ятка архітектури, шатровий вітряк. Розташований поруч з літньою резиденцією Сансусі прусського короля Фрідріха II у Потсдамі, і має статус історичного, хоча побудований значно пізніше.

## Історія
При Фрідріху Вільгельмові I, батькові Фрідріха Великого, у Потсдамі влаштувалися голландці-емігранти, закріпивши за собою цілий квартал. Перший вітряк козлового типу на цьому місці побудував голландець у 1739 році. Коли почалося будівництво палацу Сан-Сусі в 1745 році, мірошник занепокоївся, що зміниться потік вітру і млин не працюватиме. Пізніше ця історія обросла легендами.
Через півстоліття в 1787—1791 роках на місці застарілого млина будівельник Корнеліус Вільгельм Ван дер Бош поставив новий. У 1840 році король Фрідріх Вільгельм IV доручив ландшафтному архітекторові Петеру Йозефу Ленне облаштувати територію навколо млина. Революція 1848—1849 років у Німеччині призупинила грандіозні плани благоустрою парку. Громадське відвідування млина як історичної пам'ятки (багато в чому завдяки легендарним історіям) стало можливим з 1861 року.
У ході боїв за Потсдам у квітні 1945 року будівля палацу вціліла, але згоріла галерея з вітряком. Згорілий від пострілу радянського танка Швейцарський будиночок (нім. Schweizerhaus) не відновлений.
На початку 1980-х років почалося відновлення історичного млина Сан-Сусі зразка 1787—1791 років. У 1993 році на честь 1000-річчя Потсдама новий мельник запустив млин знову під егідою музею. Починаючи з весни 2003 року при сильному вітрі можливо використовувати млин за призначенням.

## Легенда

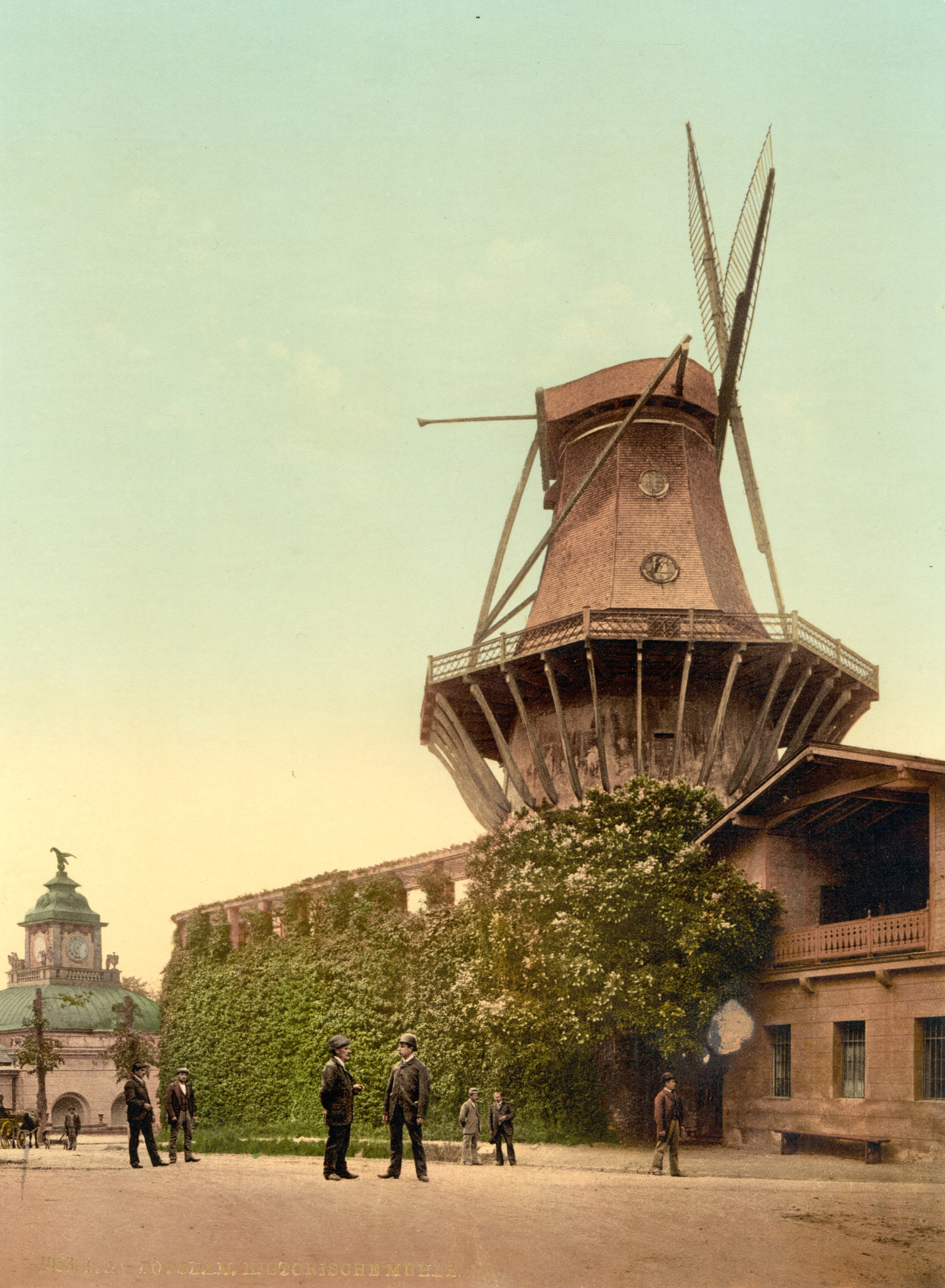
Млин, 1900 рік

Шум від працюючих механізмів вітряка заважав королю, і він вирішив викупити млин. Але мельник відмовився, шануючи її як батьківську спадщину. Король пригрозив відібрати млин у силу монаршої влади. Тоді мірошник відповів, що сприйняв би загрозу всерйоз, якби в Берліні не було королівського суду. Фрідріх, який вважав справедливе правосуддя однією з основ своєї держави, задовольнився відповіддю мельника і переписав план будівництва парку.

## Туристичне місто
З 1995 року у млині працює музей, експозиція якого присвячена його історії, ролі вітряних млинів у культурному ландшафті Німеччини і сучасному сільському господарстві. Сьогодні на першому поверсі вітряка розташована галерея сучасного мистецтва з тимчасовими експозиціями та сувенірний магазин. На другому поверсі представлено історичний інтер'єр з інформаційним супроводом, а з галереї відкривається мальовничий вид на палацово-парковий комплекс.

## У культурі
- «Млин Сан-Сусі» — німий історичний фільм 1926 року, заснований на легенді про конфлікт Фрідріха II і мельника.
- Віршована розповідь Франсуа Андріє «Мельник з Сан-Сусі» (фр. Le Meunier de Sans-Souci), що вийшов у 1797 році. Його фраза «Є ще судді в Берліні!» (Фр. Il y a des juges a Berlin ") стала крилатою і приведена в авторитетному словнику Ларусса середини XIX століття:

Фраза « є ще судді в Берліні» з тих пір використовується для протиставлення права силі.
- Копія млина з Сан-Сусі представлена в Міжнародному музеї вітряних і водяних млинів у Гіфхорні (Німеччина).